# (74378) 1998 XH11
(74378) 1998 XH11 – planetoida z pasa głównego asteroid okrążająca Słońce w ciągu 4,44 lat w średniej odległości 2,7 j.a. Odkryta 8 grudnia 1998 roku.